# Andrei Cordea
Andrei Ioan Cordea (n. 24 iunie 1999, Aiud, Alba, România) este un fotbalist român, care joacă pe post de extremă la CFR Cluj în SuperLiga României. Pe plan internațional, are prezențe la națională pentru România.

## Statisticile carierei

### Club
| Club               | Sezon   | Divizia | Campionat | Campionat | Cupă    | Cupă   | Europa  | Europa | Altele  | Altele | Total     | Total     |
| Club               | Sezon   | Divizia | Meciuri   | Goluri    | Meciuri | Goluri | Meciuri | Goluri | Meciuri | Goluri | Aplicații | Obiective |
| ------------------ | ------- | ------- | --------- | --------- | ------- | ------ | ------- | ------ | ------- | ------ | --------- | --------- |
| Novara Calcio      | 2018-19 | Serie C | 1         | 0         | 1       | 0      | 0       | 0      | 0       | 0      | 2         | 0         |
| Hermannstadt       | 2019-20 | Liga I  | 18        | 0         | 1       | 0      | 0       | 0      | 0       | 0      | 19        | 0         |
| Academica Clinceni | 2020–21 | Liga I  | 33        | 3         | 1       | 1      | 0       | 0      | 0       | 0      | 34        | 4         |
| FCSB               | 2021-22 | Liga I  | 38        | 5         | 1       | 0      | 2       | 1      | 0       | 0      | 41        | 6         |
| Total              | Total   | Total   | 90        | 8         | 4       | 1      | 2       | 1      | 0       | 0      | 96        | 10        |